# An American Tragedy
An American Tragedy (Una tragèdia americana, 1931) és una pel·lícula dramàtica pre-Codi dirigida per Josef von Sternberg. Va ser produïda i distribuïda per Paramount Pictures. La pel·lícula es basa en la novel·la de Theodore Dreiser Una tragèdia americana (1925) i en l'adaptació al teatre del 1926. Es basa en l'històric assassinat de Grace Brown per Chester Gillette al Llac Big Moose a l'estat de Nova York el 1906.
La pel·lícula va funcionar bé a taquilla.
El 1951, Paramount Pictures va fer una altra adaptació molt llunyana de la novel·la, titulada A Place in the Sun, dirigida per George Stevens i protagonitzada per Montgomery Clift, Shelley Winters, i Elizabeth Taylor, aleshores amb 17 anys. Entre els seus canvis, la versió cinematogràfica de 1951 va assignar noms diferents als personatges de la novel·la i adaptacions anteriors.

## Repartiment
- Phillips Holmes - Clyde Griffiths
- Sylvia Sidney - Roberta Alden
- Frances Dee - Sondra Finchley
- Irving Pichel - Fiscal de districte
- Frederick Burton - Samuel Griffiths
- Claire McDowell - Mrs. Samuel Griffiths
- Wallace Middleton - Gilbert Griffiths
- Emmett Corrigan - Advocat de Clyde
- Charles B. Middleton - segon advocat de Clyde
- Lucille La Verne - Mrs. Asa Griffiths
- Albert Hart - Titus Alden
- Fanny Midgley - Mrs. Alden
- Arnold Korff - El jutge
- Russell Powell - El forense
- Ed Brady - Train Brakeman (no acreditat)
- George Irving - Mr. Finchley (no acreditat)

## Antecedents
Paramount Pictures va adquirir els drets de la pel·lícula per a la novel·la de Theodore Dreiser, de 1925 Una tragèdia americana 150.000 dòlars. L'aclamat director soviètic Sergei Eisenstein va ser contractat per rodar una adaptació, amb el suport entusiasta de Dreiser. Quan Eisenstein no va aconseguir obtenir aprovació d'estudi pel seu "tractament determinista", que reflectia una perspectiva marxista, va abandonar el projecte.
Paramount, amb 500.000 dòlars ja invertits en la pel·lícula, va contractar Josef von Sternberg per desenvolupar i dirigir la seva pròpia versió cinematogràfica de la novel·la. A Dreiser se li garantia per contracte el dret de revisar el guió abans de la producció i es queixava amargament que la interpretació de Sternberg-Hoffenstein dels temes de la seva novel·la "indignessin el llibre". Quan es va acabar la pel·lícula, era clar que el guió de Sternberg havia rebutjat qualsevol interpretació atribuint el comportament antisocial del protagonista Clyde Griffiths a una societat capitalista i una estricta educació religiosa, sinó que va situar el problema en "la hipocresia sexual de la classe social [petitburgesa]." Com el mateix Sternberg va reconèixer en les seves memòries, Vaig eliminar els elements sociològics, que, al meu parer, estaven lluny de ser els responsables de l'accident dramàtic pel qual Dreiser es preocupava.
Dreiser va demandar a Paramount Pictures per suprimir la pel·lícula i va perdre.

## Resposta crítica
L'historiador del cinema John Baxter informa que An American Tragedy "va tenir un èxit crític mixt. The New York Times l'anomenava 'agitadorament enfasiosa', el New York Daily News va escriure que és 'intensament dramàtica, commovedor, magníficament actuada', però molts altres diaris, recordant la protesta de Dreiser, va trobar la pel·lícula menys intensa que la novel·la original, que és sens dubte el cas".
El crític de cinema marxista Harry Alan Potamkin va comentar "El fracàs de Sternberg d'entendre el propòsit temàtic més gran de Dreiser: Abans que la història s'obri [Sternberg presenta] exquitxos repetits d'aigua pertorbats per un objecte llançat. I al llarg del quadre els subtítols es componen en un fons d'aigua ondulada. Sternberg va veure la idea principal del tema en l'ofegament. Que lamentable!"
La pel·lícula fou mal als cinemes americans, però va tenir una bona acollida entre els cineastes europeus.
ap al 1932, la carrera de Sternberg tenia el seu punt àlgid, Vanity Fair equiparava el seu talent amb els del famós director soviètic Sergei Eisenstein, i el diari de cinema alemany Der Querschnitt el classificava entre l'elit creativa dels Estats Units.

## Temes
John Baxter identifica un element temàtic en la lluita pel control humà sobre els nostres destins:
| « | Al llarg de les pel·lícules de Sternberg veiem mons ficticis on la identitat i la posició establertes d'un individu en l'ordre social és tan fràgil que és essencialment il·lusori. A An American Tragedy, la bellíssima seqüència articulada de la policia capturant Clyde Griffiths il·lustra succintament el sentit de Sternberg que la vida està dominada per forces molt més enllà del control humà que tenen una dimensió finalment natural, fins i tot còsmica. | » |

El crític Andrew Sarris destaca l'escena següent per la seva significació temàtica:
| « | L'única escena clau de la pel·lícula té lloc a la fàbrica on Phillip Holmes (Clyde) organitza la seducció de Sylvia Sidney (Roberta). L'ha obligat a capitular amenaçant de no tornar a veure-la mai més. Ella li dona una nota quan passa per la cadena de muntatge on treballa. Holmes obre furtivament la nota en un lloc aïllat on les noies de la fàbrica no poden veure la seva expressió, i un somriure de triomf parpelleja per les seves característiques normalment flegmàtiques. Com que es veu a una distància objectiva [cinemàtogràficament], en aquell moment és irrevocablement culpable per la seva presumpció sexual. | » |